# Пиксаев, Александр Осипович
Алекса́ндр О́сипович Пикса́ев — советский хозяйственный, государственный и политический деятель.

## Биография
Родился в 1922 году в деревне Мельсяны (ныне — Ельниковский район Мордовии). Член ВКП(б) с 1946 года.
Участник Великой Отечественной войны. С 1946 года — на хозяйственной, общественной и политической работе. В 1946—2016 гг. — заведующий отделом пропаганды и агитации Ельниковского, секретарь, второй секретарь Зубово-Полянского райкома ВКП(б), заместитель заведующего отедлом партийных органов Мордовского обкома, первый секретарь Дубенского райкома КПСС, старший инструктор Совмина РСФСР, заместитель председателя, председатель Совета Министров Мордовской АССР, председатель Президиума Верховного Совета Мордовской АССР, на пенсии, ветеран труда, член консультативного совета ветеранов при главе Республики Мордовия.
Избирался депутатом Верховного Совета РСФСР 8-го, 9-го, 10-го, 11-го созывов.
Умер 16 сентября 2019 года.